# Biblioteca Județeană „Nicolae Milescu Spătarul” din Vaslui
Biblioteca Județeană „Nicolae Milescu Spătarul” Vaslui servește interesele de educatie, studiu și recreere ale utilizatorilor din municipiul Vaslui, oferind acces gratuit la un fond de carte de aproximativ 250.000 de volume, pe baza permisului de intrare.

## Istoric
Biblioteca a fost înființată în urma hotărârii de guvern nr. 1542/1951, hotărâre prin care s-a înființat sistemul de biblioteci publice din România. La acel moment, Biblioteca Raională Vaslui avea un fond de carte de 6000 de unități. Aceste cărți au ajuns la Vaslui după ce au fost redistribuite de cele mai importante biblioteci din țară, cea mai mare parte a acestora provenind de la „Bibioteca Gheorghe Asachi” din Iași și de la „Bibioteca Centrală de Stat”.

Bustul lui Nicolae Milescu, aflat în fața instituţiei

Prima locație a bibliotecii a fost pe strada I.C. Frimu, într-o clădire mică, cu trei camere care serveau ca săli de împrumut pentru copii și adulți. În acel moment, instituția avea trei angajați: un bibiotecar șef, un bibiotecar și un mânuitor de carte. Primul director al bibiotecii cu studii de specialitate a fost Mariana Pavlov, absolventă a „Școlii medii tehnice de bibiotecari” din București. Următorul director a fost Cecilia Petcu, sub conducerea căreia biblioteca a primit, în anul 1960, premiul I la „Concursul bienal al bibliotecilor” pe regiunea Iași și mențiunea la nivel național. Peste doi ani, în 1962, biblioteca a obținut premiul I la aceleași concurs și titlul de Bibliotecă model. În același an s-a introdus accesul liber la cărți. La data de 15 iulie 1965, bibioteca a trecut sub conducerea lui Constantin Peptu.
În anul 1968, Biblioteca Raională Vaslui a devenit bibiotecă județeană și la conducerea instituției a revenit Cecilia Petcu. Biblioteca s-a mutat într-un alt imobil, pe aceași stradă, în clădirea Palatului de Justiție. Cu această ocazie s-a schimbat și schema de funcționare, înființându-se secția de copii (care funcționa în Casa Mavrocordat, pe atunci Palatul Pionerilor), o legătorie și se organizează serviciul metodic de îndrumare și control al bibliotecilor comunale, orășenești și municipale. Sub conducerea directorului Maria Bucur, se desfășoară activități de popularizare a bibliotecii, în acest sens înființându-se filiale în Parcul Copou din Vaslui, la Moara Grecilor și în satul Brodoc.
În anul 1972, biblioteca s-a mutat în actualul local de pe strada Hagi Chiriac, nr. 2. Din anul 1974 bibioteca a început să organizeze, lunar, concerte simfonice și recitaluri, susținute de grupuri profesioniste din Iași. În anul 1982 biblioteca avea 10.000 de cititori înregistrați și circa 150.000 de volume împrumutate, datorită, mai ales, acțiunilor de promovare susținute printr-o serie de programe: Luna cărții la sate, Luna cărții în instituții sau Zilele cărții pentru copii. 
În anul 1989 este numit director Eugenia Moldoveanu. Aceasta este cea care a adăugat la numele instituției, numele cărturarului Nicolae Milescu. La data de 29 ianuarie 1992 a avut loc și dezvelirea plăcii memoriale cu numele lui Nicolae Milescu.
În anul 1998 s-a înființat o secție nouă, sala de lectură în limbi străine. Noua secție a fost ajutată prin donații substanțiale din partea Fundației „Samuel Clemens”, care a donat un număr mare de volume în limba engleză, și prin donația făcută de primăria orașului, de unde s-a primit o colecție care includea Encyclopædia Britannica (33 de volume), dicționare explicative (3), atlase și alte documete. În același an a avut loc informatizarea bibliotecii, în acest sens achiziționându-se 14 computere. Directorul actual este Gelu Voicu Bichineț.

## Relații cu publicul

### Sala de lectură
Sala de lectură deține aproximativ 80.000 volume din domenii diverse: dicționare, enciclopedii, antologii, albume de artă sau partituri muzicale.
Sala dispune de 40 de locuri pentru cititori, oferind acces la Catalogul electronic și internet.
Accesul la serviciile sălii este permis de luni până vineri, între orele 08.00 și 19.00.

### Sala de împrumut la domiciliu pentru adulți
Sala de împrumut pentru adulți deține aproximativ 80.000 de volume, organizate sistematic-alfabetic, dintre care aproximativ 80% sunt cu acces liber la raft. Utilizatorii cu domiciliul stabil în Vaslui pot împrumuta la domiciliu lucrări în limba română cu conținut enciclopedic, bibliografii, culegeri sau cărți pentru loisir.
Accesul la serviciile sălii este permis de luni până vineri, între orele 08.00 și 19.00.

### Sala de împrumut la domiciliu pentru copii
Sala de împrumut pentru copii deține aproximativ 36.000 de cărți din domeniul științei și a literaturii universale. Tinerii cu vârsta de până la 14 ani au la dispoziție volume din domeniul literaturii române și universale și din domeniul științei . Volumele sunt organizate sistematic-alfabetic, pe grupe de vârstă: preșcolari, clasele I-IV și V-VIII. Sala oferă, de asemenea, acces la Catalogul electronic și internet.
Accesul la serviciile sălii este permis de luni până vineri, între orele 08.00 și 19.00.

### Sala periodice
Sala periodice a fost înființată în anul 1998 și dispune de o colecție reprezentativă de periodice românești și străine: „Viața românească” (1907 - 2002), „Bilete de papagal” (1928), Magazin istoric (1970 - 2002, Gazeta matematică (1959 - 2002). De asemenea, sunt oferite informații legislative prin colecțiile Monitorul Oficial, Legi și decrete, Hotărâri ale Guvernului și prin programul de legislație.
Sala dispune de 20 de locuri, accesul fiind permis tuturor categoriilor de utilizatori, indiferent de domiciliu.
Accesul la serviciile sălii este permis de luni până vineri, între orele 08.00 și 16.00.

### Sala mediatecă
Sala mediatecă dispune de documente pe suport electronic (casete audio, video, CD-ROM-uri, DVD-uri); accesul în sală este permis tuturor categoriilor de utilizatori, indiferent de domiciliu.
Accesul la serviciile sălii este permis de luni până vineri, între orele 08.00 și 16.00.